# Středověká strava

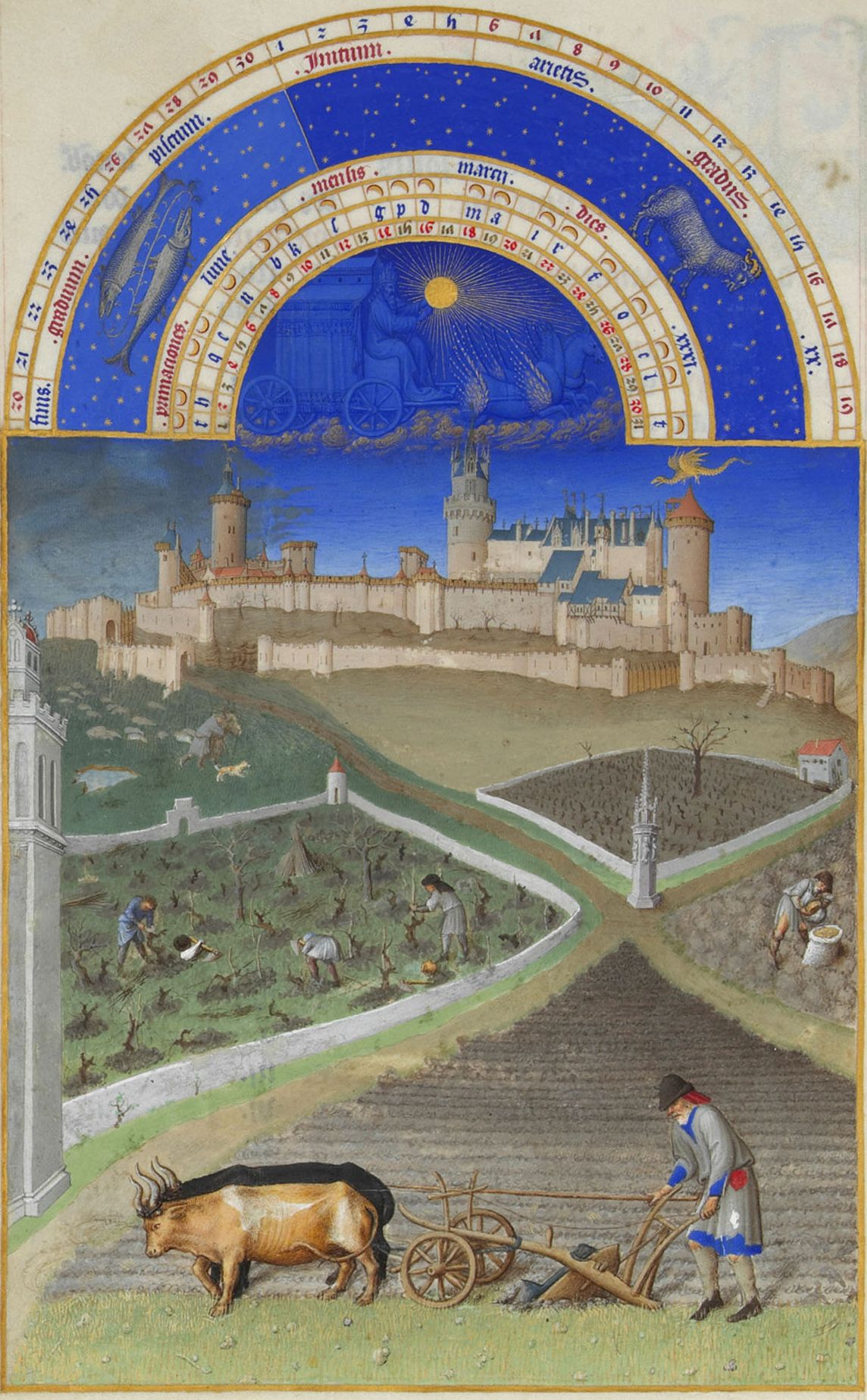
Středověká iluminace (Přebohaté hodinky vévody z Berry)

## Získávání základních potravin a jejich rozmanitost
Prvním a jedním z nejdůležitějších faktorů odrážejícím se ve výsledné podobě stravy je určitě půda. Na schopnosti náležitě ji zpracovat a relevantně využít její možnosti závisel tehdejší život všech sedláků.
V období konce raného středověku už byl lidem znám trojhonný úhorový systém. Hospodáři svá pole rozdělovali na tři části, které osévali v závislosti na ročním období a náročnosti plodin. Klasické rozdělení jařina, ozima a úhor podstatně zvýšilo výnosy půdy.
Práce na poli byla náročná a vyžadovala značnou fyzickou zdatnost. Tíha všech zemědělských prací ležela především na muži, ale za časů sklizně pomáhala na poli také žena. Nástroje sloužící k obdělávání půdy byly stále primitivní. Pole se oralo jednoduchým pluhem a vláčelo brázdami. Často se zapřahal hovězí dobytek.
Na přípravě samotného pokrmu se podílela již jen žena. Suroviny, které k přípravě potřebovala, získala především ze sklizně na poli a drobnými výpěstky ze zahrady. Mnohé užitečné potraviny nabídl les. Sbíraly se houby, lesní plody, plané ovoce a zelenina, ale také některé druhy kůry a listí. Je známo, že na dvoře středověkých usedlostí bylo chováno mnohé zvířectvo. Především tur a drobná drůbež. Avšak s masem, mlékem a vejci se nakládalo velice opatrně. Většina takto získaných surovin byla určena k prodeji. Jen výjimečně byla strava obohacena o ulovenou zvěř nebo nachytané ryby.

## Obilniny
V raném středověku jsou už známy téměř všechny druhy obilí. Na polích se pěstovalo především proso, pšenice, žito, ječmen a oves. Jejich kvalitu samozřejmě nemůže srovnávat s dnešním šlechtěným zrnem. Klásky středověkého obilí byly tenké, slabé a často podléhaly krupobití, či jen prudšímu dešti. Výnosy zrna byly taktéž velmi chabé. Ve dvanáctém století se na českém území rozšířila pohanka.
V Kosmově kronice nalezneme zmínku z poloviny jedenáctého století, vysvětlující poměr stravy rostlinného a masitého původu v klášteře. Kaplan Marek rozděloval desátky tak, aby každý z církevních bratří měl ročně třicet měr pšenice, stejné množství ovsa a k tomu ještě čtyři peníze každý týden na maso.

## Domácí zvířata

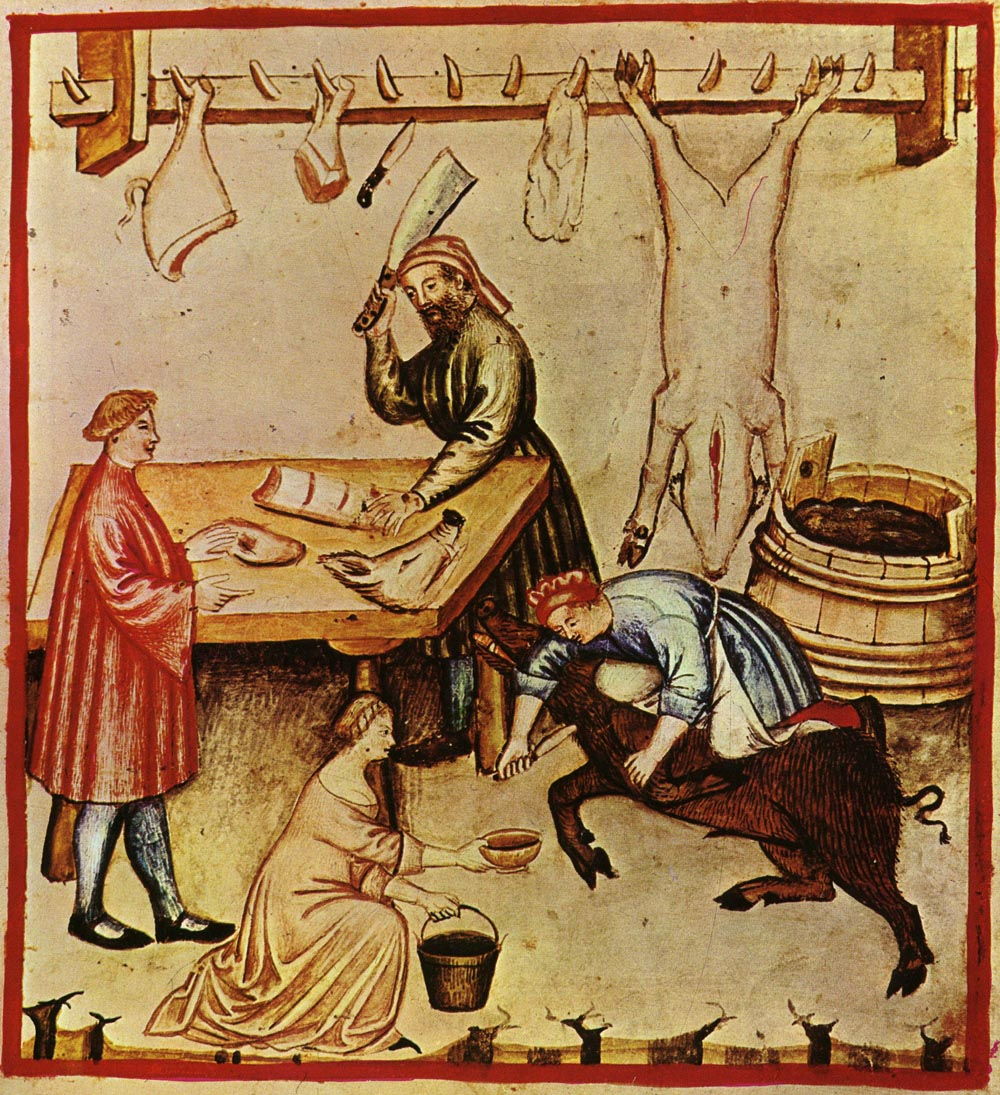
Řezník se společníky (středověká miniatura)

Nejběžnějším masem ve středověku bylo maso drůbeží a hovězí. Kromě krav s telaty a slepic se na středověkých usedlostech chovali také vepři, ovce, kozy a koně. Předpokládá se, že maso koňské bylo konzumováno jen ve výjimečných situacích a u lidí nebylo oblíbeno. Chov hus a kachen nebyl běžný a na českém území se rozběhl až mnohem později.
Dobytek a drůbež, kromě masa, poskytoval další důležité suroviny. Především mléko bylo ve středověku hojně využíváno a dále zpracováváno na smetanu, tvaroh, máslo, sýr nebo syrovátku. Lidé pili jak mléko kravské a kozí, tak ovčí i mléko kobylí.

## Ovoce a zelenina
Na středověkých zahrádkách, s pomocí rýče a motyčky hospodyňky okopávaly různé druhy zeleniny. Z překladu slovanských textů máme doloženo pěstování čeledi brukvovité (ředkve, kapusty a zelí), tykvovité (dýně, tykve, okurky), amarylkovité (cibule a česneku), mrkve, řepy. Křen byl známý všem Slovanům, kteří ho následně rozšířili dále do Evropy. Od poloviny dvanáctého století se písemné prameny zmiňují také o celeru.
V sadech se sadily především jabloně, hrušně a broskvoně. Již od desátého století jsou na území dnešního Česka doloženy švestky, třešeň a ořešák.
Zvláštní skupinou bylo divoké ovoce rostoucí v lese a na pastvinách. Sbíraly se plody dřínu, borůvky, maliny, jahody a moruše. Vodní ořechy, neboli plody kotvice plovoucí, byly vítanou pochoutkou středověkých lidí. Svůj význam měly i bukvice a žaludy, ze kterých se za časů hladu drtila mouka namísto obilí.

## Ryby a zvěřina

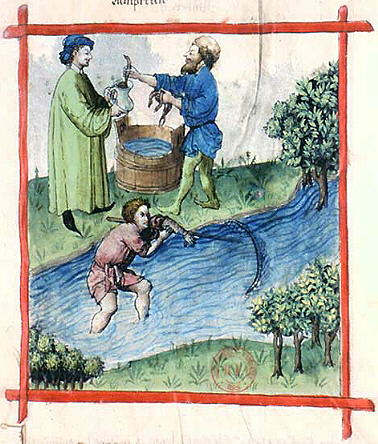
Rybolov (středověká miniatura)

Nejtypičtějšími rybami prohánějícími se středověkými rybníky byli pstruzi a úhoři. Archeologických nálezů rybích kostí je poměrně málo, a tak se můžeme jen domnívat, jak častou součást jídelníčku ryby ve středověku tvořily. Zpráva z Kosmovy kroniky v druhé polovině jedenáctého století popisuje příděl slaných ryb s chlebem chudině v postních dnech. Dá se tedy uvažovat o hojném rozšíření, nicméně tato ojedinělá zmínka nám nedává poznat, jednalo-li se o štiku, kapra či jinou rybu.
Zvěřina byla poměrně vzácná. Chudí lidé s ní přišli do styku jen málo. Za pytláctví byly ve středověku hrdelní tresty, a tak se jen málokdo opovážil ukrást z panského. Nicméně v lesích se proháněla stáda jelenů, srn, zubrů a buvolů, stíhaná vlky, medvědy a liškami. Na stráních se běžně vyskytoval zajíc a v mezích se schovávaly křepelky.

## Koření
Přes veškerou prostotu jídla existovala řada možností jak pokrmy dochutit. Příroda nabízela bohaté množství divoce rostoucího koření. Lidé mohli jako ochucovadlo využít jalovec, luční hořčici, kmín, planý kopr, několik druhů šalvěje a bezpochyby také základ tvořila divoká cibule či česnek. V Kosmově kronice je v druhé polovině jedenáctého století zmiňován kmín a cibule jako ochucovadlo k sýru se skývou chleba. Stejnou úlohu, jako koření při ochucování slaných pokrmů, mělo lesní ovoce při dochucování pokrmů sladkých.

## Výroba základních pokrmů
Z dané doby jsou známy tři základní druhy pokrmů vyrobených z rostlinných surovin. Do misky tak zemědělci nejčastěji od svých žen dostali kaši, polévku nebo noky.

### Polévka
Sytá polévka byla jedním z nejdůležitějších raně středověkých pokrmů. Vařila se v různým obměnách a často se jedla i vícekrát za den. Její základní podoba se skládala z mouky a drobeného chleba.
Oblíbená byla forma tzv. kyselé polévky. Základ této polévky tvořila stále ještě mouka, ale ochucovala se kváskem, nálevem z kyselého zelí nebo syrovátkou. Přidat se mohlo také samotné zelí.
Z druhé poloviny dvanáctého století pochází nepřímý náznak o existenci masové polévky. Podle etnografů se jednalo o vývar s kousky masa, do něhož se zavařovaly kroupy. S jistotou to ale nevíme.

### Kaše
Kaše se připravovala z mouky, která byla vyrobena z hrubě nadrceného obilí vařeného ve vodě, v lepším případě v mléce. Téměř každodenním pokrmem středověku byla kaše prosná, ale hojně se vařila také kaše pšeničná či ovesná.

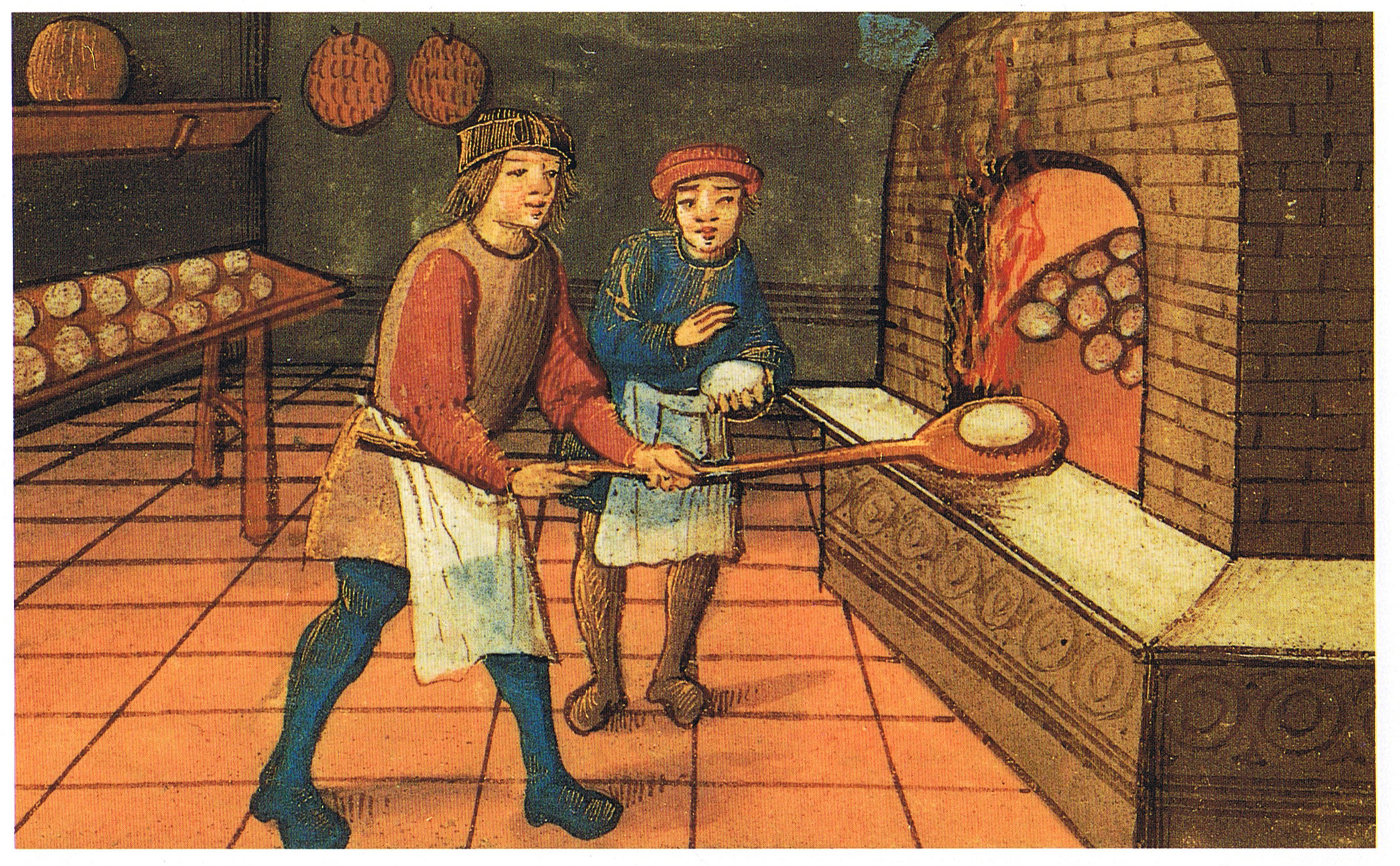
Pekař s pomocníkem na středověké miniatuře

 Jemnější žito se používalo převážně na pečivo. Za časů hladu musela stačit kaše uvařená z drcených žaludů, či ze semen merlíku. Kaše se připravovala také z luštěnin, z hrachu a čočky. K dochucení se používalo čerstvého i sušeného ovoce. Jako sváteční sladidlo byl využíván med.

### Noky
Tento vařený pokrm byl dosti složitý na přípravu, a tak se uvažuje, že pravděpodobně nebyl součástí běžné stravy. Těsto na noky se dělalo z kvalitněji umleté mouky, než jaká se používala na kaši nebo polévku.

### Pečivo
Placky se vyráběly z nekvašeného těsta uhněteného z hrubě namleté mouky. Pojídaly se nejen jako hlavní pokrm, ale konzumovaly se v průběhu celého dne. Prostý lid často pojídal placky sušené z ovesné, či z ječmenné kaše.
Chléb byl obvykle tmavý, pečený z hrubé mouky, často i s otrubami. Bílý chléb se používal zejména pro církevní účely. Chléb je doložen v Čechách nálezem zuhelnatělých zbytků z 9. století. Kosmas zmiňuje také tzv. bulky - tedy z bílé mouky pečené koláče. Podle etnografických pozorování jeho výroba trvala více než třináct hodin a byla značně náročná. Chléb se nikdy nejedl čerstvý, pekl se do zásoby.

## Použitá literatura
- BERANOVÁ, M.: Jídlo a pití v pravěku a středověku, Academia, Praha 2005
- DUTOUR, T.: Ve stínu středověkých hradů, Gemini, Praha 1994
- Kosmova kronika česká, Melantrich, Praha 1950
- SMETÁNKA, Z.: Legenda o Ostojovi, Mladá fronta, Praha 1992
- VONDRUŠKA, V.: Život ve středověku, Albatros, Praha 2007